# Ендрю Кауфман
Ендрю Джон Кауфман II (англ. Andrew John Kauffman; 27 листопада 1920, Філадельфія — 24 грудня 2002, Вашингтон) — американський альпініст, який здійснив перше сходження на Хідден-пік (8080 м) — одинадцятий за висотою восьмитисячник світу (1958). Член Американського альпклубу (AAC) з 1941 року (у 1983—1986 роках входив до ради директорів, а у 1988 році обіймав посаду віцепрезидента), Аппалачського альпклубу, почесний член Потомак-Аппалачського клубу мандівників, Гімалайського клубу (Індія), а також Французького альпклубу. Лауреат премії Анджело Гейлприна — засновника AAC (1988).

## Біографія
Народився у Філадельфії в сім'ї Реджинальда Райта Кауфмана — письменника, журналіста, — сина фінансиста Ендрю Джона Кауфмана I (директора Central National Bank), та його дружини Рут (до шлюбу Гемміт). Батьки були успішними кореспондентами провідних американських видань як у країні, так і за кордоном. Батько працював, зокрема, на The North American і The Saturday Evening Post, тривалий час сім'я провела у Швейцарії (Женеві), де Кауфман-старший став засновником бюро New York Herald Tribune, а Кауфман-молодший за час навчання у місцевій школі досконало вивчив французьку мову. Пізніше сім'я переїхала до Вашингтона, де батько працював редактором «Вашингтон пост». Ендрю навчався у школі Святого Павла у Конкорді, Нью-Гемпшир, а у 1943 році закінчив Гарвард.
Відразу після закінчення вишу понад 20 років працював у Держдепартаменті США на різних посадах, займаючись переважно аналізом внутрішньої політики Франції з широкого спектра питань, а також готував аналітику з Туреччини, Індії, Гондурасу й американо-радянських відносин. Три роки пропрацював у консульстві США у Колкаті. Після виходу у відставку входив до ради директорів «Video Communications», Спрінгфілд. Разом з Вільямом Путнемом — співавтор книг «K2: The 1939 Tragedy» (з англ. "К2: Трагедія 1939 року" ) і «The Guiding Spirit» (досл. з англ. «Душевний порив» ). Помер від хвороби Паркінсона 24 грудня 2002 року у будинку для людей похилого віку Villa Rosa у Мітчелвіллі. Поминальна служба відбулася 11 січня 2003 року у Свято-Миколаївському соборі (Вашингтон).
Ендрю був двічі одружений. З першою дружиною — Елізабет «Бетті» Конент, прожив 16 років (1943—1959). Вдруге одружився з Дафні Інніс у 1977 році. Дітей у шлюбах не було.

## Альпіністська кар'єра

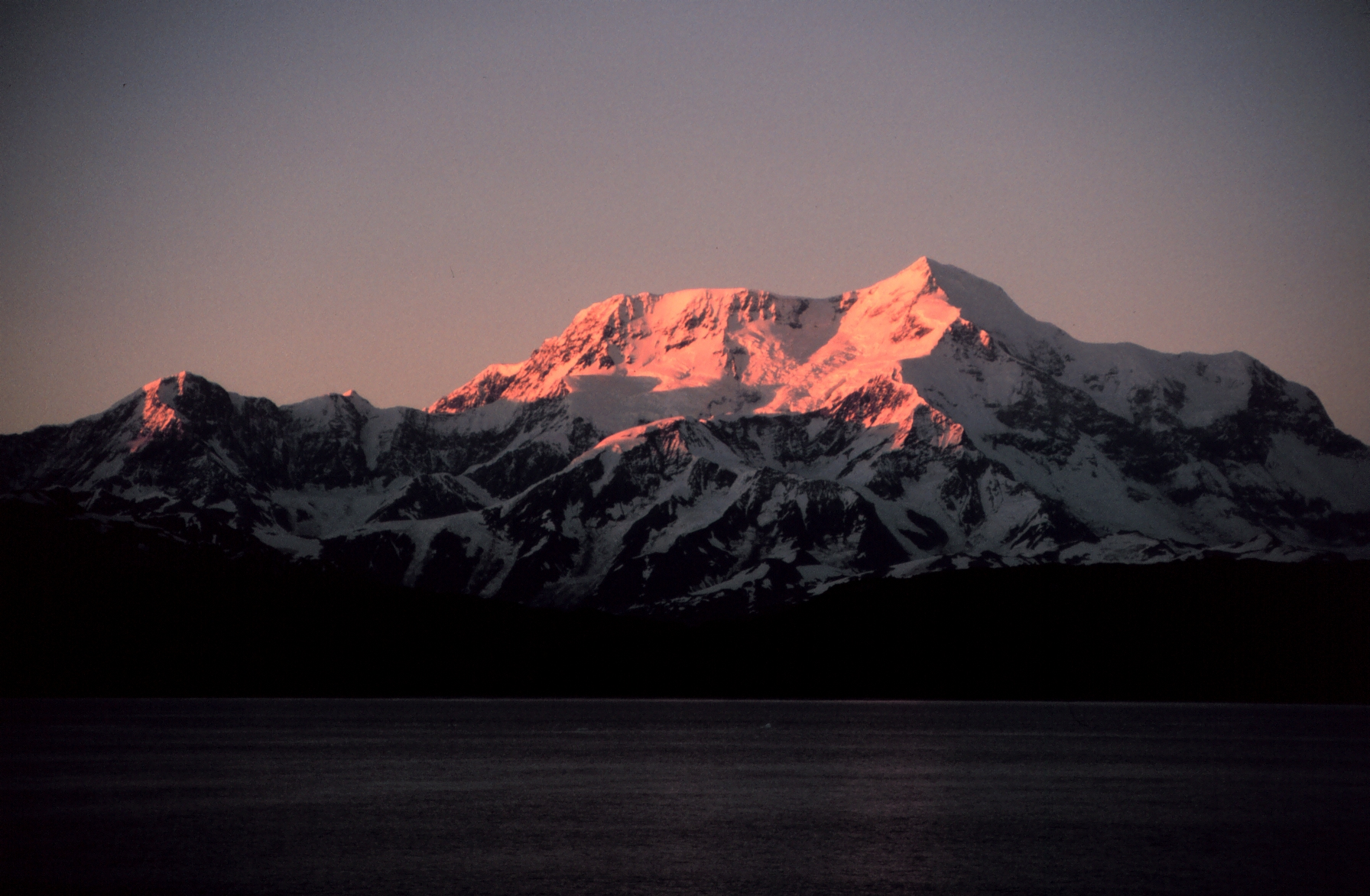
Гора Святого Іллі

Альпінізм був захопленням Ендрю. Під час навчання у Гарвардському університеті він очолював його альпклуб. З його найзначніших досягнень виділяють друге сходження на вершину Святого Іллі на Алясці (1946), а також низку першосходжень у Скелястих горах й Андах, серед яких перше на вершину Serra IV у Береговому хребті (1954) разом з Девідом Соулсом, а також на Пукайру Північну (англ. North Pucahira) роком пізніше. Апогеєм його альпіністської кар'єри стало перше сходження на одинадцятий за висотою восьмитисячник світу Гашербрум I (Хідден-пік) (керівник експедиції Ніколас Клінч).

### Гашербрум I

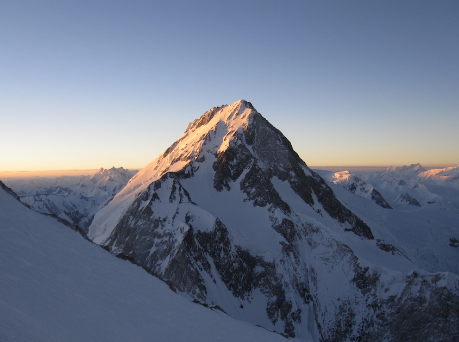
Гашербрум I

До 1958 року на планеті залишалися лише три непокорені восьмитисячники: Гашербрум I, Шишабангма та Дхаулагірі. Після сходження італійців на К2 у 1954 році, вершину, яку американці штурмували з 1938 року і вважали «своєю», у них ще залишався шанс залишити «свій слід» в історії підкорення найвищих гір Землі. У 1958 році вони отримали дозвіл Пакистанської влади на сходження на Хідден-пік (Гашербрум I). Експедицію, організовану Американським альпклубом, очолив Ніколас Клінч, а до її складу, крім Кауфмана, увійшли Річард Ірвін, Томас Маккормек, Томас Невісон, Піт Шенінг, Гілберт Робертс, Роберт Свіфт і Таз Рівзі.
4 червня експедиція розпочала роботу на горі. Як оптимальний обрано маршрут південно-східним ребром, дослідженим у 1934 році експедицією Гюнтера Диренфурта, на якому протягом місяця американці організували п'ять висотних таборів. До 28 червня на висоті 6700 було розбито та повністю укомплектовано табір III, 29 числа табір IV, а 4 липня на висоті 7100 м (замість запланованих 7500 м) останній табір V. На цей час «зійшли з дистанції» всі висотні носії, а також троє учасників основної групи — Маккормак, Ірвін і Робертс. Знесилені після тривалого перебування у таборі IV через негоду після досягнення Табору V пішли вниз Клінч, Свіфт і Невісон. За словами Диренфурта: «На їх (Шенінга та Кауфмана) плечі лягла тепер вся відповідальність за успіх експедиції».
У ніч проти 5 липня альпіністи проспали з використанням кисню, добовий запас якого був «штатним» у кожному висотному таборі. О п'ятій ранку Кауфман і Шенінг, маючи при собі лише по два кисневі балони, вийшли на штурм вершини, від якої їх відокремлювало майже 1000 метрів за висотою і не менше 4000 метрів по горизонталі. Оскільки шлях технічно був не складний, але пролягав по вкрай засніженому рельєфу, як снігоступи вони використовували листи фанери від ящиків з продуктами, пропиляні під кішки. Через 10 годин після виходу (о 15.00 місцевого часу) Шенінг і Кауфман досягли вершини, а ще через шість годин змогли спуститися вниз.